# Dois Córregos (kommun)
Dois Córregos är en kommun i Brasilien.   Den ligger i delstaten São Paulo, i den sydöstra delen av landet, 700 km söder om huvudstaden Brasília. Antalet invånare är 24 768.
Följande samhällen finns i Dois Córregos:
- Dois Córregos

Omgivningarna runt Dois Córregos är en mosaik av jordbruksmark och naturlig växtlighet. Runt Dois Córregos är det ganska glesbefolkat, med 30 invånare per kvadratkilometer.